# Albert Maclaren
Albert Maclaren (Buckingham, 16 giugno 1870 – Buckingham, 22 aprile 1940) è stato un giocatore di curling canadese.

## Biografia
Partecipò ai III Giochi olimpici invernali edizione disputata a Lake Placid (Stati Uniti d'America) nel 1932, riuscendo ad ottenere la seconda posizione nella squadra canadese con i connazionali John Leonard, Howard Steward e William Brown, partecipando per il Québec.
Nell'edizione le altre due nazionali canadesi ottennero il podio. La competizione ebbe lo status di sport dimostrativo